# Миле Апостолски
Миле Деспотов Апостолски (на македонска литературна норма: Миле Деспотов Апостолски) е югославски партизанин, деец на комунистическата съпротива във Вардарска Македония, политически офицер и генерал-майор от Югославската народна армия.

## Биография
Роден е на 5 май 1927 година в Галичник в семейството на Деспот и Мария. През 1941 г. завършва основно образование, а гимназия през 1948 г. През 1944 се включва в комунистическата съпротива във Вардарска Македония. Политически комисар е на рота и на батальон (1945 – 1953). През 1953 г. завършва пехотна офицерска школа. След това до 1961 г. е заместник-командир на полк за политическо и просветно възпитание. През 1955 г. завършва Политическата школа на Югославската народна армия, а през 1961 г. Висшата военна академия на ЮНА. След това е назначен за офицер във второ управление на Генералния щаб на югославската народна армия. Остава на този пост до 1967 г. Завършва Генералщабната академия „Маршал Ворошилов“ в Москва (до 1966), а след това учи и във Философския факултет на Белградския университет. Началник на разузнавателния център на трета армейска област (1967 – 1969), както и началник отдел на второ управление за балканските страни (1970 – 1972). Между 1972 и 1975 е военен представител на ЮНА в Москва. Между 1975 и 1977 е началник на 2-ро отделение на Второ управление на Генералния щаб на ЮНА, а от 1977 до 1979 г. е началник на 1-во отделение на същото управление. Помощник по тила на командира на военния район Титоград (1979 – 1983). Между 1983 и 1985 г. е началник на катедра Тил на Команднощабната академия на Сухопътните войски на ЮНА. През 1985 г. се пенсионира с чин генерал-майор.

## Военни звания
- Подпоручик (1944)
- Поручик (1945)
- Капитан (1949)
- Капитан 1 клас (1949)
- Майор (1955)
- Подполковник (1959)
- Полковник (1967)
- Генерал-майор (1985)

## Награди
- Югославски медал за храброст 1945 година
- Орден за заслуги пред народа със сребърна звезда 1947
- Орден на Народната армия със сребърна звезда 1956 година;
- Орден за военни заслуги със златни мечове 1964 година;
- Орден на Народната армия със златна звезда 1965 година.
- Орден на братството и единството със сребърен венец 1975 година;
- Орден на югославското знаме със златен венец 1976 година;
- Орден за военни заслуги с голяма звезда 1980 година;
- Орден на труда с червено знаме 1985 година;